# Butész (Boreasz fia)
Butész (görög betűkkel Βούτης) görög mitológiai alak, Boreasz fia, Lükurgosz féltestvére volt. Mindketten Boreasz házasságán kívül születtek. Butész meg akarta ölni Lükurgoszt, apja ezért elűzte otthonából. Hosszas vándorlás után Naxoszban telepedett le, ahol kalóz volt. Megtámadta Dionüszosz női követőit is, s közülük elrabolta Korónisz nimfát. A lány az istenhez könyörgött Butész megbüntetéséért, Dionüszosz erre megőrjítette Butészt, aki egy kútba ugrott s megfulladt.